# Muttonbird Island Nature Reserve
Muttonbird Island Nature Reserve är ett naturreservat i Australien. Det ligger i delstaten New South Wales, i den sydöstra delen av landet, omkring 440 kilometer nordost om delstatshuvudstaden Sydney.
Genomsnittlig årsnederbörd är 1 716 millimeter. Den regnigaste månaden är januari, med i genomsnitt 287 mm nederbörd, och den torraste är oktober, med 24 mm nederbörd.